# Ametrea
Ametrea és un gènere monotípic d'arnes de la família Crambidae. Conté només una espècie, Ametrea nebulalis, que es troba a les Illes Sula.